# Carmen Machi

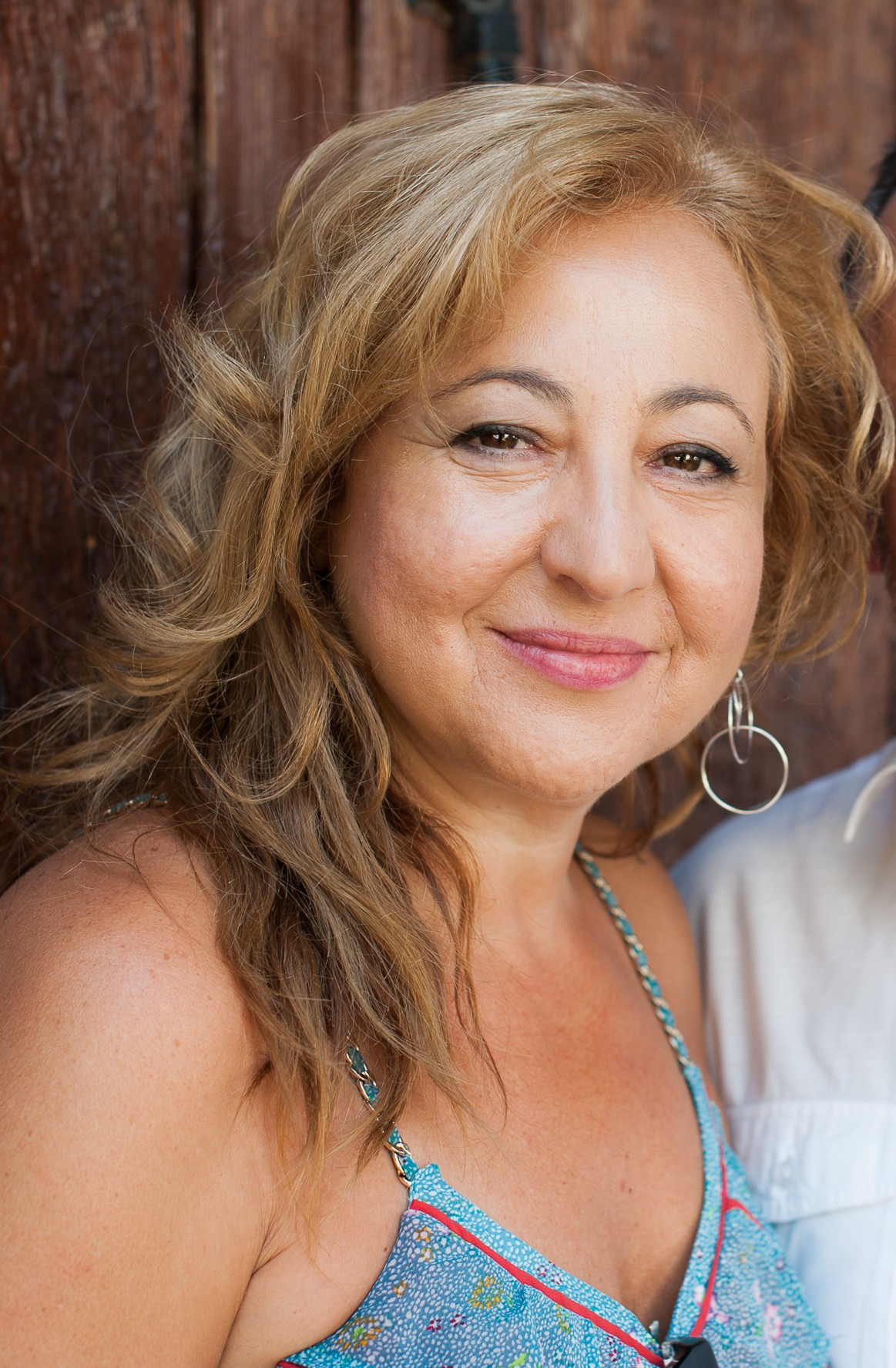
Carmen Machi

Carmen Machi (Madrid, 7 januari 1963) is een Spaanse actrice bekend van haar rol als Aída in de televisieprogramma's 7 vidas en Aída.
Ze groeide op in Getafe en de familie van haar vader is van Genua.

## Films
Uitgezonderd korte films.
| Filmografie als actrice |                                          |
| Jaar                    | Titel                                    |
| 1999                    | Shacky Carmine                           |
| 2001                    | Sin vergüenza                            |
| 2002                    | Hable con ella                           |
| 2002                    | El caballero Don Quijote                 |
| 2003                    | Torremolinos 73                          |
| 2003                    | Descongélate                             |
| 2004                    | Escuela de seducción                     |
| 2005                    | Un rey en la Habana                      |
| 2005                    | El sueño de una noche de San Juan        |
| 2005                    | Vida y color                             |
| 2006                    | Lo que sé de Lola                        |
| 2007                    | Lo mejor de mí                           |
| 2009                    | Los abrazos rotos                        |
| 2009                    | La mujer sin piano                       |
| 2010                    | Pájaros de papel                         |
| 2010                    | Que se mueran los feos                   |
| 2011                    | La piel que habito                       |
| 2013                    | Los amantes pasajeros                    |
| 2013                    | La Estrella                              |
| 2014                    | Ocho apellidos vascos                    |
| 2014                    | Kamikaze                                 |
| 2014                    | Murieron por encima de sus posibilidades |
| 2015                    | Perdiendo el norte                       |
| 2015                    | Requisitos para ser una persona normal   |
| 2015                    | Mi gran noche                            |
| 2015                    | El tiempo de los monstruos               |
| 2015                    | Ocho apellidos catalanes                 |
| 2016                    | Rumbos                                   |
| 2016                    | La puerta abierta                        |
| 2016                    | Las furias                               |
| 2016                    | Villaviciosa de al lado                  |
| 2017                    | Pieles                                   |
| 2017                    | El bar                                   |
| 2017                    | Proyecto tiempo                          |
| 2017                    | Thi Mai, rumbo a Vietnam                 |
| 2018                    | La tribu                                 |
| 2019                    | Perdiendo el este                        |
| 2019                    | Lo nunca visto                           |
| 2020                    | Un efecto óptico                         |
| 2020                    | It Snows in Benidorm                     |

## Televisie
- Aída (2005-2009)
- 7 vidas (2000-2005)

## Internet
- Lo Que Surja (2007)

## Theater
- María Sarmiento
- De koopman van Venetië.
- Retablo de la avaricia
- La lujuria y la muerte
- 5 mujeres.com
- Roberto Zucco
- Auto (2007).
- La tortuga de Darwin (2008-).

## Prijs

### Premio Ondas
- Beste Actrice, Aída, 2008

### Premios ATV
- Beste Actrice, Aída, 2007
- Nominatie, 2006 en 2004

### Fotogramas de Plata
- Beste Actrice TV, Aída, 2007, 2005
- Beste Actrice TV, 7 vidas, 2004
- Nominatie, 2006,

### Premios TP de Oro
- Beste Actrice TV, Aída, 2007, 2005
- Nominatie, 2006

### Premios de la Unión de Actores
- Beste Actrice TV, 2005 en 2004
- Beste Actrice TV, 2000
- Nominatie, Beste Actrice (TV), 2001
- Nominatie, Beste Actrice (theater), La tortuga de Darwin, 2008

### Premios Max
- Nominatie, Beste Actrice (theater), La tortuga de Darwin, 2008

### Premios Valle Inclán de Teatro
- Nominatie, Beste Actrice (theater), La tortuga de Darwin, 2008